# Ciarán Tourish
Ciarán Tourish is een Ierse traditionele violist. Hij komt uit Buncrana, County Donegal, Ierland. Hij is het meest bekend als lid van de bekende Ierse folkband Altan, maar hij trad ook op met bekende muzikanten zoals Matt Molloy, Mary Black, Maura O' Connell, Máirtin O'Connor, Dolores Keane, De Dannan, en de Amerikaan Tim O'Brien. In 2005 kwam zijn solo-cd Down the Line uit.

## Discografie
Met Altan
- Harvest Storm (1991)
- Island Angel (1993)
- The First Ten Years(1995)
- Blackwater(1996)
- Runaway Sunday (1997)
- The Best of Altan(1997)
- Another Sky (2000)
- The Blue Idol (2002)
- Local Ground (2005)

Soloalbums:
- Down the Line (2005)
- Hotel Fiesta (2019)

Andere albums:
- Hands across the Water – compilatie-album
- From a Distant Shore – Irish Music from Donegal, England, America, & Cape Breton Island, 4 cd’s (compilatie)
- Clan Ranald